# Helmut Rahn
Helmut Rahn (* 16. August 1929 in Essen; † 14. August 2003 ebenda) war ein deutscher Fußballspieler. Der torgefährliche Flügelstürmer im damaligen WM-System absolvierte von 1950 bis 1960 in der erstklassigen Fußball-Oberliga West bei den Vereinen Sportfreunde Katernberg, Rot-Weiss Essen und 1. FC Köln insgesamt 260 Ligaspiele und erzielte dabei 106 Tore. Mit Essen gewann er 1953 den DFB-Pokal und 1955 die deutsche Fußballmeisterschaft. Mit der deutschen Nationalmannschaft wurde er 1954 in Bern (Schweiz) Weltmeister. Nach seinem Wechsel in die Niederlande erzielte er beim SC Enschede von 1960 bis 1963 in der Eredivisie in 69 Ligaspielen weitere 39 Tore, ehe er bei der Premiere der Fußball-Bundesliga mit dem MSV Duisburg Vizemeister wurde und dabei in 18 Einsätzen acht Tore erzielte.
Rahn wurde durch seinen Siegtreffer zum 3:2 im WM-Finale 1954 gegen Ungarn zur Fußballlegende, die Deutschland zum Weltmeister machte und das „Wunder von Bern“ begründete. Der Treffer wurde später zum „Tor des Jahrhunderts“ gekürt. Legendäre Bekanntheit genießt in diesem Kontext auch der damalige Radiokommentar von Herbert Zimmermann, der kurz vor Rahns entscheidendem Treffer rief: „Kopfball - abgewehrt! Aus dem Hintergrund müsste Rahn schießen, Rahn schießt - Tooor Tooor, Tooor, Tooor!“ 
Rahn, der im Finale nicht nur zwei Treffer erzielte, sondern auch den Anschlusstreffer der deutschen Mannschaft zum 1:2 vorbereitet hatte, trug nach dem Finale wegen seiner Fähigkeiten als Führungsspieler den Spitznamen „Der Boss“.

## Vereinskarriere
Helmut Rahn wurde 1929 als dritter von vier Söhnen einer Bergmannsfamilie in Essen geboren und trat erst als Sechzehnjähriger dem SV Altenessen bei, bei dem er sich in den nächsten vier Jahren als eifriger Torschütze etablierte.
Ab 1949 spielte er für den höherklassigen SC Oelde 09, wo er in der Saison 49/50 52 Tore erzielte und in der viertklassigen Bezirksklasse Staffel 1 (Bielefeld) den 5. Rang belegte. Anschließend kehrte er nach Essen zurück und unterschrieb beim 2. Ligameister und Oberligarückkehrer Sportfreunde Katernberg zur Saison 1950/51 einen Vertrag. Im Essener Norden debütierte der gerade 21 Jahre alt gewordene Stürmer am 27. August 1950 bei einem Heimspiel am „Lindenbruch“ im Team der Grün-Weißen gegen Borussia Mönchengladbach in der Oberliga West. Beim 3:2-Erfolg zeichnete er sich erstmals auch als Torschütze aus. Da auch noch der weitere Neuzugang Willi Vordenbäumen voll einschlug und Torhüter Heinz Kubsch ein herausragender Könner war, belegte der Zechenclub als Aufsteiger den 12. Rang; Lokalrivale Rot-Weiss Essen beendete die Runde auf dem 6. Rang. Harald Landefeld, intimer Kenner der Oberliga West von Beginn an und später über 20 Jahre als Chefredakteur des „Sport-Beobachter“ am Ball, schildert im Buch über die Oberliga West mit dem Titel „Helmut, erzähl mich dat Tor …“ seinen ersten Spieleindruck des jungen Rahn in der Oberliga: „Ich habe ihn damals nicht entdeckt. Aber ich weiß noch genau, was ich beim ersten Male, als ich ihn am Lindenbruch gegen den STV Horst-Emscher spielen sah, für eine Überschrift gewählt habe: ,Man merke sich: Rahn!‘ Das war kein Kunststück. Wer nicht gerade Tomaten auf den Augen hatte, dem musste es einfach auffallen: Dieser Junge dort hatte das gewisse Etwas. So einen hatte es seit Jahrzehnten im deutschen Fußball nicht mehr gegeben! Kein Wunder, dass die Sportfreunde Katernberg am Lindenbruch nur Durchgangsstation für ihn waren.“ Nach 30 Oberligaeinsätzen mit sieben Toren wechselte Rahn 1951 zu RWE, dem größten und traditionsreichsten Verein seiner Heimatstadt. Der legendäre RWE-Boss Georg Melches hatte gegen den FC Schalke 04 das Rennen um Rahn gewonnen.
Im ersten Heimspiel im Stadion an der Hafenstraße, am 26. August 1951 gegen den STV Horst-Emscher, spielte erstmals in der Oberliga West die Dreierspitze Rahn, August Gottschalk und Bernhard Termath zusammen. Essen gewann das Spiel mit 5:0 und die drei Angreifer entwickelten sich in der Folgezeit zu einem der besten und torgefährlichsten Angriffstrios im Westen. Die Rot-Weissen gewannen unter Trainer Karl Hohmann mit 45:15 Punkten mit fünf Punkten Vorsprung gegenüber Vizemeister FC Schalke 04 die Westmeisterschaft. Rahn und Termath hatten jeweils als Flügelstürmer 20 Tore erzielt und Spiellenker Gottschalk vervollständigte mit 19 Treffern den Angriff des neuen Westmeisters.
Als Westtitelverteidiger belegte das Team aus Bergeborbeck 1952/53 den 3. Rang, gewann aber im Finale am 1. Mai in Düsseldorf mit einem 2:1 gegen Alemannia Aachen den DFB-Pokal. Neuzugang Franz Islacker und Rahn zeichneten sich dabei als Torschützen aus und Fritz Herkenrath hütete das Tor. Im Jahr der Weltmeisterschaft 1954 in der Schweiz, 1953/54, belegte Essen mit einem Punkt Rückstand zum 1. FC Köln den Vizemeisterrang. Angreifer Rahn hatte alle 30 Rundenspiele bestritten und dabei 18 Tore erzielt und seine Anwartschaft auf einen Platz für die Turniertage in der Schweiz unterstrichen. Im Jahr nach der Weltmeisterschaft, 1954/55, wurden die Rot-Weissen zuerst Westmeister und besiegten den 1. FC Kaiserslautern am 26. Juni 1955 in Hannover im Finale um die deutsche Meisterschaft mit 4:3. Im Endspiel bezwangen die Essener unter dem neuen Trainer Fritz Szepan mit Spielführer August Gottschalk, Rechtsaußen Rahn und dem dreifachen Torschützen „Penny“ Islacker die „Walter-Elf“ vom Betzenberg. Zunächst hatte Rahn eine Gelbsucht zu einer fast dreimonatigen Pause gezwungen, so dass er nur in 19 Rundenspielen mit fünf Toren an der Westmeisterschaft mitwirken konnte.
In den folgenden Jahren konnte der deutsche Meister des Jahres 1955 sein Leistungsvermögen aus vielfältigen Gründen – Ende der Laufbahn von August Gottschalk, Wechsel von Berni Termath nach Karlsruhe, gewisser Sättigungsgrad nach Jahren des Erfolges und vielen internationalen Spielen und auch die mannschaftliche Geschlossenheit war allmählich verloren gegangen – nicht mehr auf diesem Niveau halten und nicht mehr an die Erfolge der zurückliegenden Jahre anknüpfen. Aber auch der Werdegang des WM-Helden trug dazu bei. 1957 fuhr Rahn mit seinem Wagen volltrunken in eine Baugrube und wurde daraufhin vorläufig festgenommen. Die angerückten Polizisten hatte er mit Schlägen und Tritten attackiert.
Nach acht Jahren kündigte Rahn 1959 seinen Abschied aus Essen an und wechselte zum 1. FC Köln. Sein letztes Ligaspiel für Rot-Weiss Essen bestritt der Nationalstürmer am 22. April 1959 bei einer 2:3-Heimniederlage gegen den SV Sodingen. Standesgemäß verabschiedete er sich als zweifacher Torschütze an der Seite von Mitspielern wie Islacker und Vordenbäumen. Mit der „Geißbock-Elf“ gewann er 1959/60 neben Angriffskollegen wie Hans Schäfer und Christian Müller überlegen die Meisterschaft in der Oberliga West. Rahn hatte in 29 Ligaeinsätzen elf Tore erzielt, und Köln startete in die Endrunde um die deutsche Fußballmeisterschaft als Titelfavorit. In der Gruppenphase setzte sich der Westmeister mit 9:3 Punkten durch – Rahn hatte alle sechs Gruppenspiele bestritten und vier Tore erzielt – und zog in das Finale am 25. Juni in Frankfurt gegen den Hamburger SV ein. Das Endspiel wurde mit 2:3 verloren. Nach dem Finale wurde am 27. Juni im Sport-Magazin notiert, dass bei den Kölnern „die echte Form für ein Endspiel die Spieler Sturm, Wilden, Breuer und Rahn mitgebracht“ hätten. Sein Gegenspieler Gerd Krug wird in der gleichen Ausgabe mit der Aussage zitiert, „ich habe wohl nicht gut gegen Rahn ausgesehen“.
Bei den Kölnern handelte sich Rahn einige Disziplinarstrafen ein, 1961 geriet er erneut wegen Trunkenheit am Steuer in die Schlagzeilen und wurde als Wiederholungstäter zu vier Wochen Gefängnis ohne Bewährung verurteilt.

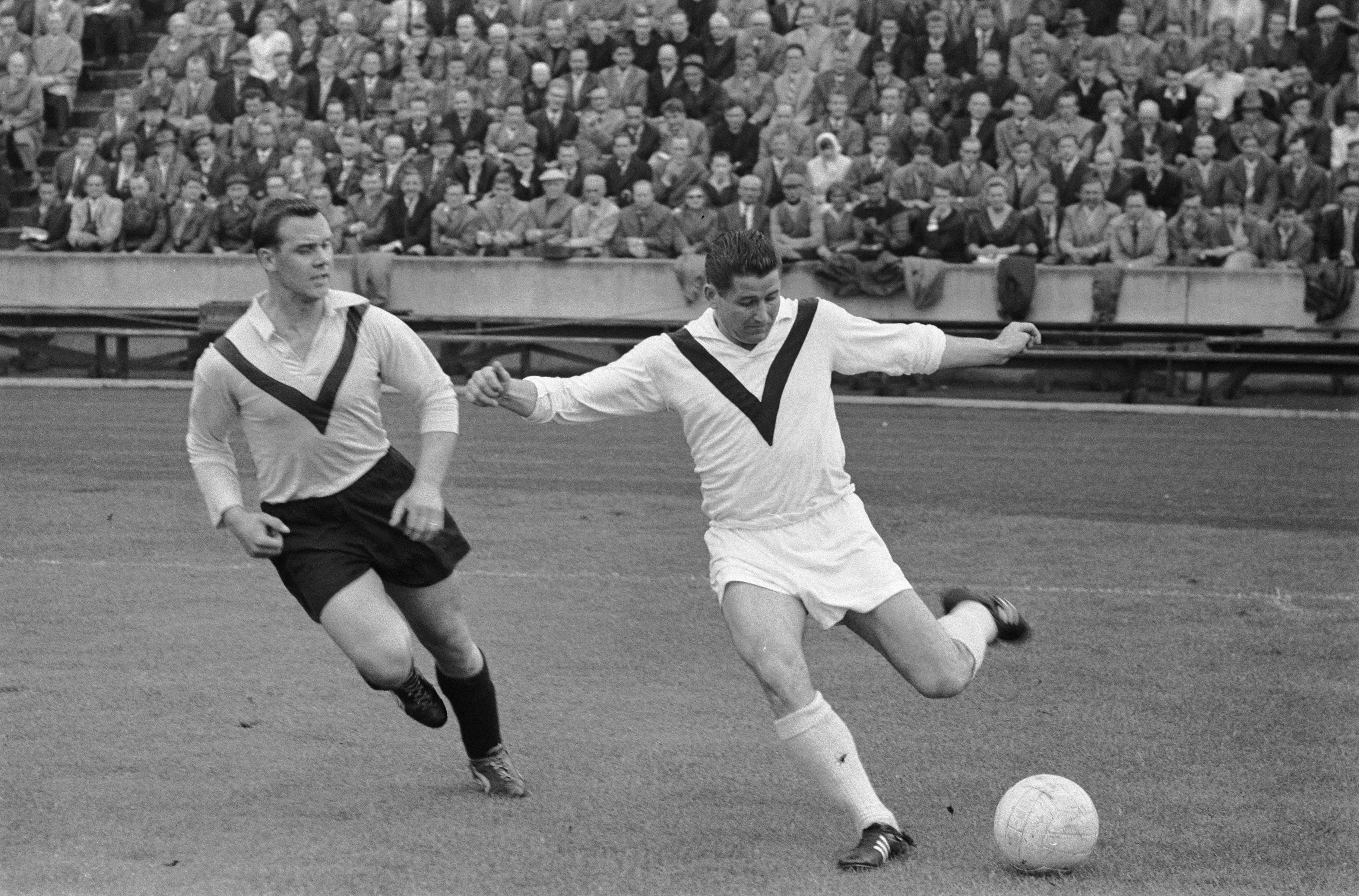
Rahn (rechts) im Trikot des SC Enschede, 1960

Angebote von großen europäischen Clubs schlug er aus, bis auf ein dreijähriges Engagement ab dem Jahr 1960, als er auf der Zielgeraden seiner Karriere mit 31 Jahren beim Sportclub Enschede in den Niederlanden seine fußballerische Laufbahn nach dem einen Jahr in Köln im Ausland fortsetzte. Dort erzielte er 39 Tore in 69 Erstligaspielen und war damit bis zum 13. Mai 2022 deutscher Rekordtorschütze in der Eredivisie, bis er von Lennart Thy, mit 40 Toren, überholt wurde.
Beim Start der Fußball-Bundesliga 1963 spielte Rahn beim Meidericher SV. In der ersten Bundesligasaison bestritt der Altstar 18 Spiele und schoss acht Tore. Am vierten Spieltag im Spiel gegen Hertha BSC wurde er von Schiedsrichter Edgar Deuschel nach einer Tätlichkeit beim Spielstand von 1:2 (Endergebnis 1:3) als erster Bundesligaspieler des Feldes verwiesen; er kam erst wieder im 8. Spiel zum Einsatz. In der nächsten Saison stand Rahn zwar noch im Kader der Meidericher, kam aber wegen Problemen an der Achillessehne nur noch einmal, bei der 2:4-Niederlage gegen Borussia Neunkirchen, zum Einsatz. Nach einer Operation an der Achillessehne musste Rahn seine Karriere 1965 im Alter von 35 Jahren beenden.

## Nationalmannschaft
Ende 1951 wurde Rahn erstmals in den Kader der Nationalmannschaft berufen und debütierte gemeinsam mit RWE-Angriffskollege „Berni“ Termath am 21. November 1951 beim 2:0-Sieg über die Türkei in Istanbul. Wenige Wochen später gelang ihm – in seiner Heimatstadt Essen – beim 4:1 über Luxemburg sein erstes Länderspieltor. In den erfolgreichen Spielen gegen Norwegen (1:1, 5:1) und das Saarland (3:0, 3:1) 1953 und 1954 in der Qualifikation zur Weltmeisterschaft in der Schweiz wurde Rahn ebenfalls von Bundestrainer Herberger eingesetzt. Am linken Flügel war jetzt der Kölner Hans Schäfer im Vorteil, am rechten Flügel war neben Rahn auch noch mit dem Schalker Bernhard Klodt zu rechnen.

### WM 1954
1954 wurde Rahn von Nationaltrainer Sepp Herberger für die WM-Endrunde in der Schweiz nominiert. Unmittelbar nach der Vizemeisterschaft 1953/54 in der Oberliga West begann für die Mannschaft von Georg Melches am 23. April 1954 eine neunwöchige Süd- und Nordamerikareise. Die Mannschaft aus dem Essener Industrieviertel Bergeborbeck besuchte Argentinien, Uruguay, Bolivien, Peru, Ecuador, Kolumbien und die USA und es wurden insgesamt 16 Spiele ausgetragen. Diese Süd- und Nordamerikareise bildete zweifelsohne den Höhepunkt der internationalen Begegnungen, die am 18. Juni 1949 mit einem 2:2 gegen Wacker Wien an der Essener Hafenstraße begonnen hatten. Nach Bolivien musste Helmut Rahn zurück nach Deutschland. Dort stand in der Sportschule München-Grünwald der letzte Sichtungslehrgang vor der Weltmeisterschaft an. Die WAZ schrieb am 14. Mai 1954, dass Rahn und Islacker jeweils ein Angebot von Racing Club Buenos Aires über 3.000 DM Monatsgehalt vorliege, und auch Termath, Wientjes und Herkenrath standen hoch im Kurs.
Zunächst gab Herberger in der Schweiz im Vorrundenspiel gegen die Türkei (4:1) dem Schalker Berni Klodt den Vorzug. Rahn kam dafür im zweiten Spiel gegen Ungarn zum Einsatz, als Herberger aus taktischen Gründen (eine absehbare Niederlage gegen Ungarn würde ein zusätzliches Entscheidungsspiel gegen die Türkei bedeuten) die Stammspieler schonte und die halbe Mannschaft mit Ersatzspielern aufbot. Die deutsche Reserve-Elf wurde von den Ungarn mit 3:8 deutlich geschlagen. Rahn war noch einer der besten Spieler und erzielte einen Treffer – für Herberger mit ein Grund, ihn im Viertelfinale gegen Jugoslawien aufzustellen, wo Rahn beim 2:0 erneut traf. Nach einem 6:1 über Österreich standen die Deutschen überraschend im Endspiel, wo sie als Außenseiter wieder auf Ungarn trafen. Nach 0:2-Rückstand glich die deutsche Elf durch Tore von Max Morlock und Rahn aus, der in der 84. Minute auch den Siegtreffer zum 3:2 erzielte. Das „Wunder von Bern“ war perfekt und ganz Deutschland feierte seine Weltmeister.
Im Kontext des sich langsam wieder entfaltenden Selbstbewusstseins von Nachkriegsdeutschland gilt der Siegtreffer von Rahn gegen die favorisierten Ungarn bis heute als wohl berühmtestes Tor der deutschen Fußballgeschichte. Übermittelt wurde es durch die Radio-Reportage von Herbert Zimmermann: „… Kopfball – abgewehrt – aus dem Hintergrund müsste Rahn schießen – Rahn schießt! – Tooooor! Tooooor! Tooooor! Tooooor! …“

### WM 1958
Obwohl Rahn in den folgenden Jahren durch Eskapaden in negative Schlagzeilen geraten war und von 1955 bis 1957 lediglich sieben weitere Länderspiele absolviert hatte, hielt Herberger an seinem Rechtsaußen fest und verzichtete auch bei der WM 1958 in Schweden nicht auf ihn, den er einmal als „Meister der positiven Improvisation“ tituliert hatte. In der Vorrunde erzielte Rahn drei Treffer gegen Argentinien (3:1) sowie je ein Tor gegen Nordirland (2:2) und die Tschechoslowakei (2:2). Ein weiteres Tor gelang Rahn im Viertelfinale gegen Jugoslawien, sodass Deutschland in das Halbfinale einzog. Hier schied der Titelverteidiger nach einem 1:3 gegen Gastgeber Schweden aus. Das folgende Spiel um Platz drei wurde 3:6 gegen Frankreich verloren.
Nach sechs WM-Treffern und einem insgesamt starken Turnier wurde Rahn 1958 bei der Wahl zu Europas Fußballer des Jahres auf Platz zwei gewählt und war damit bis 1970 bestplatzierter deutscher Spieler bei dieser Wahl.
Seinen letzten Einsatz für die Nationalmannschaft absolvierte er am 27. April 1960 beim 2:1 über Portugal, wobei ihm noch einmal ein Tor gelang. In Ludwigshafen hatte er mit Jürgen Schütz, Uwe Seeler, Helmut Haller und Albert Brülls den Angriff der deutschen Nationalmannschaft gebildet. Nach 40 Länderspielen (21 Tore) verzichtete der DFB zukünftig auf Rahn, der zur Saison 1960/61 einen Profivertrag in den Niederlanden beim SC Enschede unterschrieben hatte.
Vor der Weltmeisterschaft 1962 in Chile gab es aber wieder Kontakte zwischen dem Bundestrainer und Helmut Rahn. Laut Leinemann besuchte Sepp Herberger am 29. Januar 1962 zusammen mit Helmut Schön den Essener in seiner Wohnung. Rahn wog 85,5 Kilogramm, und Herberger fand das nicht sehr ermutigend, um für Chile noch einmal in Form zu kommen. Doch erklärte sich der ehemalige Verbandstrainer Kuno Klötzer bereit, mit Rahn ein Sondertrainingsprogramm zu absolvieren. Herberger: „Ich sage ihm, daß er schwerer an sich arbeiten müsse und daß ich nicht an ihn glaube!“ Um elf Uhr am 25. Februar, einem Sonntag, meldete sich Kuno Klötzer, um zu berichten, dass Rahn sich verletzt habe und dass das Röntgenbild einen Haarbruch im Wadenbein zeige. Drei bis vier Wochen absolute Ruhe und damit das Ende aller Hoffnungen. „Diese bedauerliche Tatsache macht natürlich Ihre Pläne zunichte. Aus alter Freundschaft zu Ihnen bedauere ich das sehr“, schrieb Herberger an Rahn.

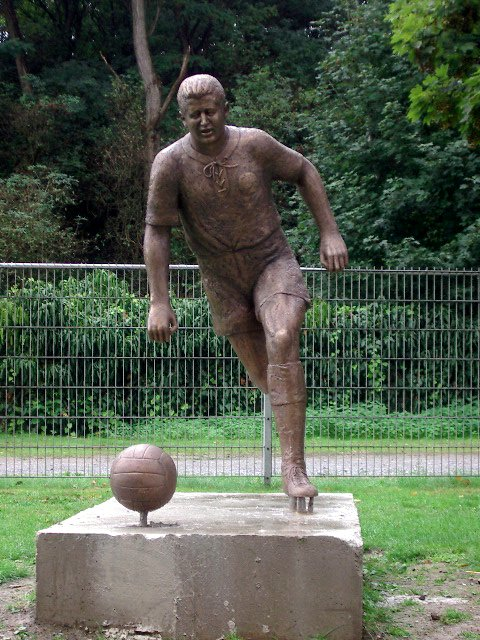
Helmut-Rahn-Statue am ehemaligen Georg-Melches-Stadion

## Die fußballerischen Eigenschaften von Rahn
Übereinstimmend wird er als schnell, durchsetzungs- wie beidfüßig schussstark beschrieben, als Instinktfußballer mit überraschenden Einzel- und Abschlussaktionen. Er war die Unberechenbarkeit in Person, ein wuchtiger Dribbler, kraftstrotzend und selbstbewusst. Laut seinem Nationalmannschaftskameraden Horst Eckel „machte es der Boss eben auch mal alleine, er hatte Dinger drauf, die weder Mit- noch Gegenspieler erwarteten.“ Rudi Michel hält fest, dass Rahn „Dynamit in den Beinen hatte, und da musste jeder Torwächter der Welt aufpassen.“ Der Essener war als Spieler ein ebenso temperamentvoller wie eigenwilliger Typ, ein unberechenbarer Solist, der den Erfolg mit explosiver Dynamik im Alleingang suchte. Nach dem Spiel wurde er als Muntermacher und hilfsbereiter Kumpel hochgeschätzt, führt Michel weiter aus. Bei Leinemann ist notiert, dass Bundestrainer Herberger an Rahn seine Rasanz und seinen unwiderstehlichen Zug zum Tor schätzte und er ihn für eines der größten Talente hielt, die der deutsche Fußball je hervorgebracht hat. Er sei ein Großer im deutschen und im Weltfußball geworden.

## Leben nach dem Fußball
1965 konnte Rahn auf eine lange und erfolgreiche sportliche Karriere zurückblicken. Als Geschäftsmann blieb er aber weitgehend erfolglos. Gemeinsam mit seinem Bruder Hans versuchte er sich als Gebrauchtwagenhändler, später arbeitete er als Repräsentant und Verkaufsleiter einer Entsorgungsfirma für Bauschutt. In den 1970er Jahren organisierte er einige Benefizspiele, bei denen er mitunter noch selber mitspielte. Danach vermied er öffentliche Auftritte im Zusammenhang mit seiner Fußballerzeit. Selbst für die Dreharbeiten zu Sönke Wortmanns Spielfilm Das Wunder von Bern, in dem die Rolle von Helmut Rahn im Mittelpunkt steht, konnte er nicht für eine beratende Mitwirkung interessiert werden. Regelmäßig anzutreffen war er lediglich in seiner Stammkneipe, der Friesenstube in Essen auf der Frohnhauser Straße, wo heute eine Tafel an ihn erinnert. In der Kneipe soll er regelmäßig den Spruch zum WM-Finale gemacht haben: Ich die Kirsche auf'n linken Schlappen, dann zieh ich ab. Was dann passiert is, wisst ihr ja. Später griff Lothar Emmerich (Gib mich die Kirsche!) ebenfalls die Kirsche für den Fußball auf.

## Familie
Helmut Rahn heiratete 1953 die Verkäuferin Gertrud Ermeling. Sie hatten zwei Söhne, Uwe (* 1954) und Klaus-Peter (* 1956). Der Enkel eines Cousins ist der ghanaische Nationalspieler Kevin-Prince Boateng.

## Tod

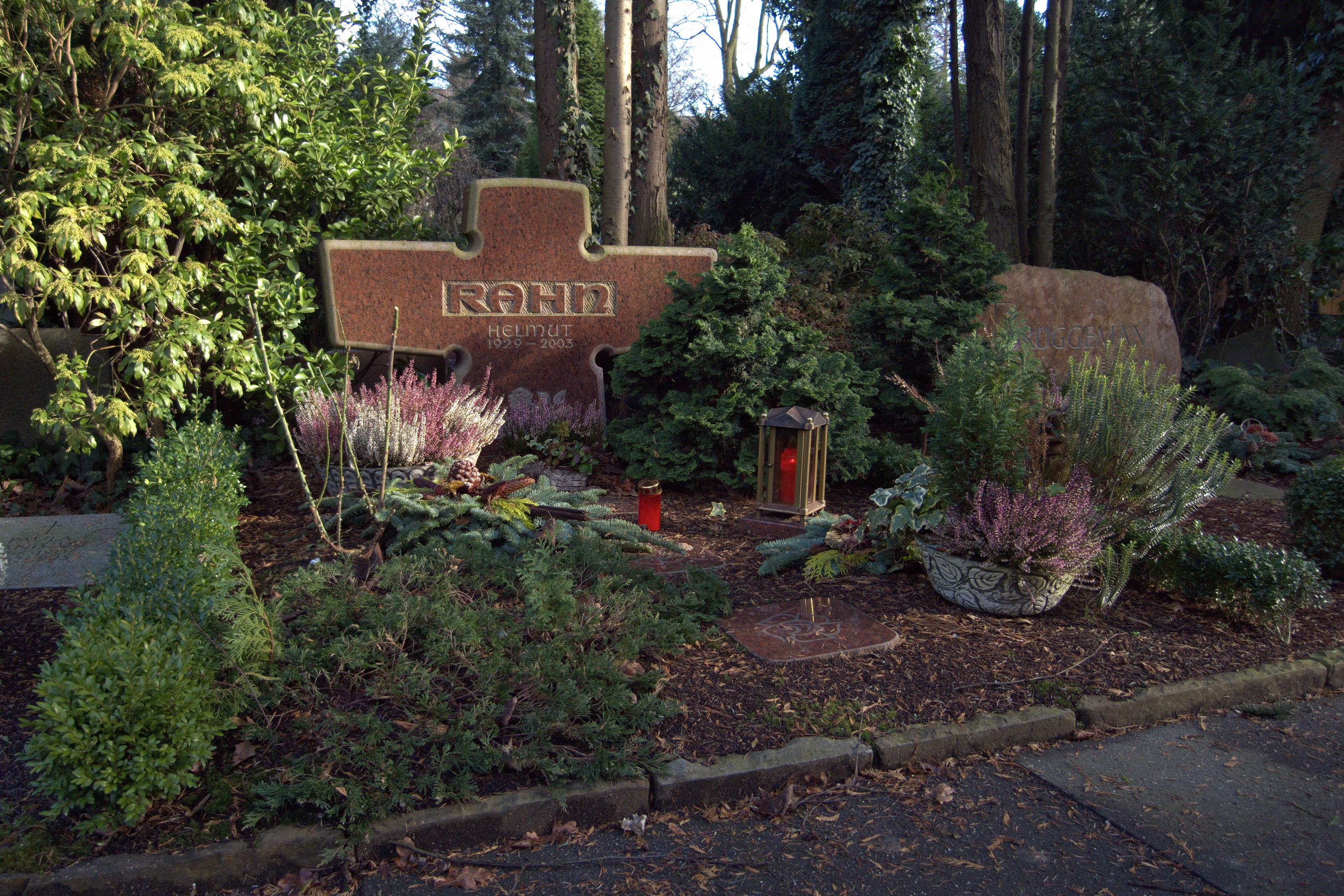
Das Grab Helmut Rahns

Am 14. August 2003 starb Helmut Rahn nach langer, schwerer Krankheit zwei Tage vor seinem 74. Geburtstag in seiner Essener Wohnung. Seine Grabstätte befindet sich auf dem Margaretenfriedhof in Holsterhausen. Am 12. Juli 2004 wurde mit einem Festakt im Essener Georg-Melches-Stadion vor etwa 5500 Zuschauern die Helmut-Rahn-Statue zu seinen Ehren enthüllt. Seit Juli 2014 steht diese fast lebensgroße Bronzestatue von Inka Uzoma auf dem seit Oktober 2018 so genannten Helmut-Rahn-Platz am neuen Stadion an der Hafenstraße. Die Helmut-Rahn-Sportanlage in Essen-Frohnhausen trägt seit 2010 seinen Namen. Ebenso trägt die Helmut-Rahn-Realschule in Essen-Frohnhausen seit 2021 seinen Namen. In Oelde wurde eine Straße und in Lage ein Weg nach Rahn benannt.

## Statistik
- 40 Länderspiele; 21 Tore für Deutschland
- 1 B-Länderspiel; 2 Tore
- 1. Bundesliga
19 Spiele; 8 Tore Meidericher SV
- Oberliga West
30 Spiele; 7 Tore für Katernberg
201 Spiele; 88 Tore Rot-Weiss Essen
29 Spiele; 11 Tore 1. FC Köln
- Endrunde um die deutsche Meisterschaft
10 Spiele; 6 Tore RW Essen
7 Spiele; 4 Tore 1. FC Köln

## Erfolge

### Verein
- Deutscher Meister: 1955
- Deutscher Vize-Meister: 1960, 1964
- DFB-Pokalsieger: 1953

### Nationalmannschaft
- Weltmeister: 1954

## In der Kunst
Der Spielfilm Das Wunder von Bern aus dem Jahre 2003 ist Helmut Rahn gewidmet. Er wird in diesem Film von Sascha Göpel dargestellt. Hinzu kommt das gleichnamige Musical, in dem ihm eine große Rolle zukommt.

## Deutsches Fußballmuseum
Der linke Schuh, mit dem Helmut Rahn in der WM 1954 das entscheidende Tor schoss, wurde später mit Bronze überzogen und ist im Deutschen Fußballmuseum in Dortmund ausgestellt.

## Ehrungen
- 2018: Aufnahme in die erste Elf der „Hall of Fame des deutschen Fußballs“ des Deutschen Fußballmuseums.[32]
- 2021: Benennung der Helmut-Rahn-Bushaltestelle.[33]